# ГКПП Маказа – Нимфея
Граничният контролно-пропускателен пункт Маказа – Нимфея между България и Гърция се намира в прохода Маказа (или Балкан тореси), в Източните Родопи между селата Лозенградци от българска и Еникьой (Нимфея) от гръцка страна. Граничният пункт е част от Паневропейски транспортен коридор № 9 Хелзинки – Дедеагач.
Строителството продължава 12 години, след което официално е открит и отворен за движение на 9 септември 2013 година. През ГКПП Маказа – Нифея могат да преминават само леки автомобили и камиони с маса до 3,5 тона.
Съществувалият след Първата световна война граничен пункт в прохода е затворен скоро след края на Втората световна война. Повторното му отваряне е договорено през 1995 година с подписването на българо-гръцко междуправителствено споразумение за изграждане на 3 нови гранични контролно-пропускателни пункта, включващо още ГКПП Илинден – Ексохи и ГКПП Рудозем – Ксанти.
От 1 януари 2025 г. ГКПП се закрива. Преминава се без спиране на автомобила и показване на документи на вече бившия ГКПП, но със съобразена скорост, означена с пътни знаци. Сградният фонд и инфраструктурата се запазват, така че при необходимост да могат да бъдат отворени. Граничните полицаи имат право да спират за проверки на случаен принцип и с оглед анализ на риска.